# Left Behind (The Last of Us)
"Left Behind" es el séptimo episodio de la primera temporada de la serie de televisión de drama postapocalíptico estadounidense The Last of Us. Escrita por el cocreador de la serie Neil Druckmann y dirigida por Liza Johnson, se emitió en HBO el 26 de febrero de 2023. En este episodio, Ellie (Bella Ramsey) busca suministros para salvar a Joel. Un flashback sigue a Ellie mientras pasa tiempo con su mejor amiga Riley Abel (Storm Reid) en Boston.
El episodio está adaptado de The Last of Us: Left Behind (2014), un paquete de expansión del videojuego en el que se basa la serie. A Johnson, que jugó el juego después de que le asignaran la dirección, se le animó a adoptar un enfoque original. El episodio se filmó en enero y febrero de 2022 en Calgary, Alberta. Recibió críticas positivas, con elogios por su escritura, dirección, cinematografía y actuaciones de Ramsey y Reid; este último ganó en los Black Reel Awards y los Primetime Creative Arts Emmy Awards. El episodio fue visto por 7,7 millones de espectadores en su primer día.

## Trama
Mientras Ellie cura la herida de Joel, Joel exige que Ellie lo abandone para que muera. Mientras comienza a alejarse, Ellie se detiene y recuerda los eventos que llevaron a que la mordieran.
Varios meses antes, en Boston, Massachusetts, Ellie es una estudiante huérfana en un internado militar dirigido por la Agencia Federal de Respuesta a Desastres (FEDRA). Después de que Ellie se mete en una pelea, el capitán Kwong la anima a seguir las reglas para finalmente convertirse en un oficial de FEDRA. Más tarde esa noche, la mejor amiga de Ellie, Riley Abel, se cuela en su habitación. Ellie está enojada con Riley por unirse a las Luciérnagas, un grupo rebelde que se opone a FEDRA, y dejarla sola en la escuela durante semanas.
Riley lleva a Ellie a un centro comercial abandonado. Ellie está encantada de poder experimentar una escalera mecánica, un carrusel, un fotomatón y una sala de juegos con Riley. Cuando Ellie encuentra la cama de Riley y las bombas caseras, confronta a Riley sobre las filosofías violentas de las Luciérnagas. Riley revela que las Luciérnagas la trasladarán a la Zona de Cuarentena de Atlanta y llevó a Ellie al centro comercial para despedirse. Ellie inicialmente sale furiosa del centro comercial, pero regresa con Riley. Los dos bailan juntos y Ellie le ruega desesperadamente a Riley que no la deje. Riley está de acuerdo y se besan.
Un infectado, atraído por el ruido, ataca a la pareja. Ellie finalmente lo mata, pero se horroriza al darse cuenta de que tanto ella como Riley han sido mordidas. Riley sugiere que se dejen llevar juntos, argumentando que no importa cuánto tiempo juntos les quede, vale la pena luchar por ello. En el presente, Ellie recuerda las palabras de Riley. Ella encuentra una aguja e hilo y comienza a coser la herida de Joel.

## Producción

### Concepción y escritura

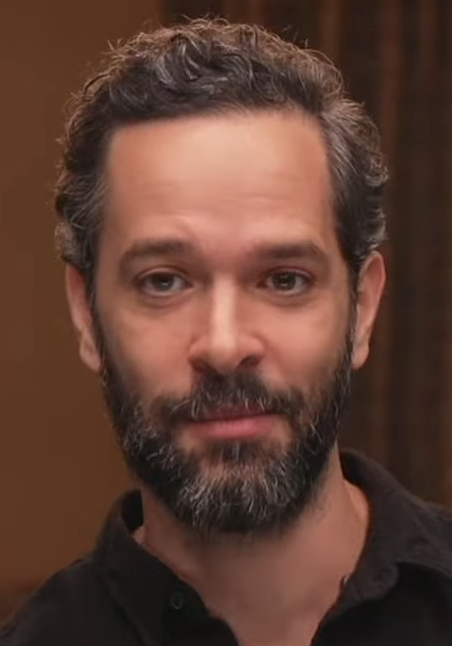
El episodio fue escrito por el cocreador de la serie, Neil Druckmann.

"Left Behind" fue escrita por Neil Druckmann, cocreador de la serie y dirigida por Liza Johnson.  El Sindicato de Directores de Canadá reveló que Johnson fue asignado para dirigir la serie en enero de 2022.  Johnson jugó el juego después de ser asignado a la serie.  "Left Behind" es una adaptación de The Last of Us: Left Behind (2014), un paquete de expansión del videojuego en el que se basa la serie.  Druckmann y el cocreador de la serie, Craig Mazin, animaron a Johnson y a la directora de fotografía Ksenia Sereda a tomarse libertades con el episodio y no sentirse obligados a replicar el material original.
Para la primera aparición de Riley en el cómic The Last of Us: American Dreams, la artista Faith Erin Hicks y los desarrolladores de Naughty Dog crearon un juego arcade ficticio original, The Turning, para evitar problemas con la licencia;  para la serie de televisión, Druckmann y Mazin pudieron usar Mortal Kombat II, el juego en el que se basó The Turning. Druckmann y Mazin evitaron posicionar a cualquier facción como puramente buena o mala, y mostraron el lado más positivo de FEDRA en "Left Behind" para yuxtaponer sus representaciones negativas en el primer episodio.  El episodio fue escrito originalmente sin ninguna referencia a Joel; los productores de HBO solicitaron una conexión con la historia principal, como lo había hecho Left Behind.

### Reparto y personajes
El casting de Storm Reid como Riley se anunció el 14 de enero de 2022.  Reid no estaba familiarizada con el juego antes de su elección; cuando se le propuso protagonizar el programa, pidió a sus familiares y amigos sus opiniones sobre el juego.  Observó fragmentos del juego para comprender la emoción, pero por lo demás evitó el juego para asegurar una interpretación original del papel;  quería "concentrarse" en la forma en que Riley se mueve y "ocupa el espacio".  Reid trabajó en la serie durante aproximadamente un mes.  Ella encontró refrescante la representación de los niños en el episodio, ya que había estado ausente en episodios recientes.
A Bella Ramsey, quien interpreta a Ellie, le pareció que la química entre Ellie y Riley era identificable y señaló que eso hizo que su actuación fuera más fácil. Ramsey y Reid tuvieron poco tiempo para estrechar lazos antes de la producción.  Se hicieron cercanos durante el transcurso de la producción; Reid llamó a Ramsey "Mamá" en una toma.  La escena en el arcade fue improvisada; Ramsey y Reid estaban jugando una versión funcional de Mortal Kombat II. Ramsey no había visto la escena de la infección de Ellie antes de su actuación, y después notó que su versión era más enojada que la temerosa del juego.  Reid encontró emotiva la escena final de interpretar, ya que fue una de las últimas filmadas.  Ramsey tuvo algunas dificultades con las escenas escolares, ya que no había asistido a la escuela desde que comenzaron a actuar cuando tenían once años.

### Música
La canción de A-ha "Take On Me" se utiliza mientras Ellie descubre la escalera mecánica. Una versión de la canción se usó previamente en un tráiler de la serie, y Ellie (interpretada por Ashley Johnson) interpreta la canción en el videojuego The Last of Us Part II (2020).  Tras su uso en el episodio, "Take On Me" ocupó el primer lugar en la lista Top TV Songs de Billboard de febrero.  Julio Bardini de Collider encontró que las primeras letras de la canción reflejaban los sentimientos de Ellie y Riley entre sí, mientras que las últimas letras ilustraban el viaje de Ellie después de descubrir su inmunidad: 
Druckmann eligió la canción "All or None" de Pearl Jam porque representaba la soledad y la incomodidad de Ellie, y el título reflejaba su actitud general ante la vida.  La inclusión de la versión del Rockabye Baby! de "Just Like Heaven" fue una sugerencia del coeditor Timothy A. Good, quien llevaba tiempo deseando usarla. La versión de Etta James de "I Got You Babe" fue reutilizada del juego; Druckmann sintió que la letra romántica de la canción oculta por la música alegre reflejaba los sentimientos de Ellie y Riley.

### Rodaje
El diseñador de producción John Paino esperaba encontrar un centro comercial de estilo americano dentro de Calgary para la producción, ya que había pasado gran parte de su infancia en centros comerciales.  Al equipo se le concedió permiso para transformar el centro comercial Northland Village para la producción, ya que estaba programado para su demolición.  La decoración del centro comercial se llevó a cabo en enero de 2022, con hojas secas, torres de alta tensión rotas y otros escombros.  Paino y su equipo construyeron entre 20 y 25 tiendas en el centro comercial, cada una de ellas versiones deterioradas de negocios reales como Foot Locker, Panda Express y Victoria's Secret.  No era adecuado para algunas tomas, ya que consistía principalmente en una sola historia, en lugar de dos historias como el área del juego, lo que provocó el uso de un estudio de sonido y efectos visuales; el fondo de la toma en la que se enciende la iluminación se creó a través de efectos visuales, para los cuales Mazin y Druckmann tuvieron varias reuniones con el supervisor de efectos visuales Alex Wang. 
El carrusel, el Chinook Carousel, fabricado por Allan Herschell Company en 1941, fue alquilado a Spruce Meadows y se instaló en Northland Village Mall para la filmación;  los paneles centrales que hacían referencia a la Estampida de Calgary fueron reemplazados por paneles reflectantes para agregar una "sensación alucinatoria".  La galería de juegos consistía en máquinas recreativas reales como Frogger y Tetris, ya que Mazin y Druckmann querían evocar realismo; las pantallas de tubos de rayos catódicos fueron reemplazadas por diodos emisores de luz para permitir una imagen clara al filmar.  Sereda utilizó tres cámaras simultáneas para la secuencia de arcade, lo que permitió a los editores Timothy A. Good y Emily Mendez realizar fácilmente cortes cruzados entre tomas.  Las tiendas abandonadas del centro comercial se utilizaron como salas verdes para los actores.  La producción se trasladó a Okotoks en enero, con la incorporación de árboles, césped y nieve; el rodaje tuvo lugar en febrero.

### Posproducción
"Left Behind" fue editado por Timothy A. Good y Emily Mendez. Méndez había sido el editor asistente de Good en el tercer episodio de la temporada. Good le mostró su trabajo a Mazin y acordaron que Méndez coeditara "Left Behind"; la expansión era su parte favorita de los juegos y Good sintió que Méndez, como lesbiana, respondería al material con mayor autenticidad y sensibilidad.   Good le asignó las escenas de baile y beso porque pensó que haría un mejor trabajo; su edición favorita fue su decisión de mantener la toma de la reacción de Ellie después del beso, que pensó que otros editores habrían evitado.  La obra favorita de Méndez en la temporada fue la escena de baile.
Good y Méndez sintieron que, como personas homosexuales, comprendían las intensas emociones de Ellie y se centraron en la actuación de Ramsey para resaltar los sentimientos de Ellie para los espectadores. Querían demostrar que Ellie expresaba su amor mientras reprimía externamente sus emociones, haciéndose la interesante.  Basándose en los informes de Mazin y Druckmann, Good y Méndez posicionaron a Riley como igual a Ellie; buscaron presentar simultáneamente al personaje, así como los sentimientos de Ellie por ella "mientras intentaban no hacerlo demasiado obvio".  A Good le preocupaba que las secuencias de flashback requirieran más pistas de contexto, pero finalmente encontró más interesante permitir que el público descifrara el misterio.

## Recepción

### Transmisión y audiencia
El episodio se emitió en HBO el 26 de febrero de 2023.  El episodio tuvo 7.7 millones de espectadores en Estados Unidos en su primera noche, incluyendo espectadores lineales y transmisiones en HBO Max.  En televisión lineal, tuvo 1,083 millones de espectadores, con una cuota de audiencia de 0,37. En HBO Max, se transmitió durante aproximadamente 261 millones de minutos en sus primeras tres horas.  Según varios espectadores, el beso de Ellie y Riley fue censurado en OSN+ en la región MENA.

### Respuesta crítica
En el agregador de reseñas Rotten Tomatoes, "Left Behind" tiene un índice de aprobación del 97% basado en 32 reseñas, con una calificación promedio de 8.4/10. El consenso crítico del sitio web lo calificó como un "dueto desgarrador entre Bella Ramsey y Storm Reid".  Varios críticos elogiaron el aspecto visual del centro comercial;   Bernard Boo de Den of Geek disfrutó de la mezcla de artificialidad y romance,  y Aaron Bayne de Push Square aplaudió sus similitudes con el juego.  Bradley Russell, de Total Film, encontró la secuencia de apertura etérea, reflejando el desvanecimiento de la conciencia de Joel.  David Cote del AV Club elogio la secuencia de lucha como la mejor escena de combate cuerpo a cuerpo de la serie hasta la fecha.  El uso de la música en el episodio fue bien recibido.
Las actuaciones de Ramsey y Reid recibieron elogios;   Tom Chang de Bleeding Cool las calificó de "dignas de premio".  Varios críticos encontraron su química convincente y el momento culminante del episodio. Chang de Bleeding Cool y Rafael Motamayor de /Film consideraron que el episodio fue el más fuerte de Ramsey hasta la fecha, y Simon Cardy de IGN y Bayne de Push Square encontraron una muestra efectiva de sus talentos actorales. Bradley Russell de Total Film elogió la reacción de Ramsey ante la infección de Ellie, particularmente después de sus reacciones más tranquilas anteriores.  Motamayor de Film escribió que Reid "da una actuación memorable que... se queda contigo mucho después de que aparecen los créditos",  y Bayne de Push Square dijo que ella capturó eficazmente el sentido de "orgullo juvenil" de Riley.  Chang de Bleeding Cool sintió que las actuaciones se beneficiaron de la experiencia de Johnson en la dirección de series dramáticas protagonizadas por mujeres.  Por su actuación, Reid ganó el premio a la Mejor Actriz Invitada en los 75.º Premios Emmy de Artes Creativas Primetime  y a la Mejor Actuación Invitada en una Serie Dramática en los 7.º Premios Anuales Black Reel para Televisión.
Cardy de IGN calificó el episodio como una "adaptación maravillosamente fiel".  Shirley Li, de The Atlantic, consideró la historia como una "celebración tranquila del mundo que una vez existió".  A Boo de Den of Geek le parecieron breves y poéticas las escenas actuales.  Germain Lussier de io9 elogió el uso de flashbacks para contextualizar la situación de Ellie en el presente como "un golpe de genialidad", y elogió las reacciones de Ellie a las luces del centro comercial y la galería comercial;  Darren Mooney de The Escapist encontró de manera similar impactantes las reacciones de Ellie y Riley.  Nadira Goffe, de Slate, aplaudió el uso de un centro comercial como escenario por excelencia de la transición a la edad adulta.  Bradley Russell, de Total Film, encontró abrupta la resolución del final del episodio anterior y un final apresurado en comparación con las escenas anteriores.  Kenneth Shepard de Kotaku consideró que el reemplazo de The Turning por Mortal Kombat II fue impulsado por las corporaciones y no logró recrear una de las escenas más fuertes del juego.  Motamayor de /Film escribió que el episodio sufrió el tropo de personajes negros que mueren sólo para motivar a los personajes blancos.